# 三環系抗うつ薬過剰摂取
三環系抗うつ薬過剰摂取（さんかんけいこううつやくかじょうせっしゅ）は三環系抗うつ薬 (TCA) の過剰摂取によっておこる中毒である。症状は高体温、視界のかすみ、散瞳、眠気、混乱、発作、頻脈、心停止などがある。 摂取後6時間以内に症状が出なかった場合、その後に症状が出ることは稀である。

## 原因と診断
TCAの過剰摂取は事故的な誤飲または自殺を試みるための故意的な場合がある。毒性量はTCAの種類により異なる。殆どのものTCAは5mg/kg以下だとが無毒性たがデジプラミン、ノルトリプチリン、トリミプラミンは一般的に2.5 mg/kg以下なら無毒性である。小さな子供には1～2錠で致命的な量である。過剰摂取が疑われる場合は診察に心電図(ECG)も用いるべきである。

## 治療
過剰摂取した場合の処置には活性炭が勧められる。無理やりな嘔吐はすべきでない。広めのQRS複合波(> 100 ms)の患者は炭酸水素ナトリウムが勧められる。発作が発生した場合ベンゾジアゼピンを投与すべきである。低血圧の患者には点滴とノルアドレナリン が用いられる。脂質エマルションの静脈内投与も試みられる。

## 疫学と歴史
TCAは2000年初期に最も起きた一般的な中毒の原因の一つである。2004年の米国で診られた中毒は12,000件を超える。英国では年間およそ270人が死亡している。TCA過剰摂取による死亡が最初に報告されたのは1959年である。